# Potporanj
Potporanj (cyr. Потпорањ) – wieś w Serbii, w Wojwodinie, w okręgu południowobanackim, w mieście Vršac. W 2011 roku liczyła 272 mieszkańców.